# すわ製作所
有限会社すわ製作所（すわせいさくしょ）は、日本のアトリエ系建築設計事務所+構造設計事務所である。

## 概要
2002年に、眞田大輔、波場將人、阿野太一、小比賀英夫の4人によりすわ製作所を共同設立。
内部に構造設計室なわけんジム(構造設計事務所)、プロダクトデザイン、製造などを担当する事務所を抱えている。必要に応じて連携。
第13回木材活用コンクール日本木材青壮年団体連合会会長賞。

## 主な人物
- 眞田大輔（さなだ だいすけ、1976年 - ）
茨城県生まれ。
1998年 武蔵工業大学工学部建築学科卒業。
1999年～2000年 手塚建築研究所勤務。
2002年 すわ製作所設立。

- 名和研二（なわ けんじ、1970年 - ）
長野県生まれ。
1994年 東京理科大学理工学部建築学科卒業。
1998年～2002年 EDH遠藤設計事務所。
1999年～2002年 池田昌弘建築研究所所属。
2002年 すわ製作所内になわけんジム設立

## 主な作品

### 建築
- 門型の家 (2010年建築学会選集) (神奈川県建築コンクール優秀賞）
- 木壁柱の家 (第13回木材活用コンクール日本木材青壮年団体連合会会長賞）
- 崖の家
- 森の住処
- ヌンチャクン
- 庭家
- 533HOUSE
- SHS
- OTODAMA
- NZS

### 内装
- neutron tokyo
- 土屋鞄製造所 白金店
- 土屋鞄製造所 自由が丘店
- 土屋鞄製造所 京都童具店
- フレンチレストラン「Petit Bateau」
- 小料理屋「静流」

### 製作
- 「TOKYO WOOD」
- 多摩産材不燃ルーバー開発
- 「Ceder Bench」
- 「Art Link」
- 「MPS/茶室 in PARIS」
- 「YOU AND BACH」Sydney biennale